# Гельман Володимир Якович
Володимир Якович Гельман (нар. 6 жовтня 1965, Ленінград, РРФСР, СРСР) — російський і фінський політолог. Кандидат політичних наук, професор Європейського університету в Санкт-Петербурзі та Гельсінського університету. Один з найвідоміших і найбільш цитованих російських політологів.
Активіст російського демократичного руху в Ленінграді-Петербурзі (1989-1996), член Центральної виборчої комісії з дорадчим голосом від руху «Яблуко» (1995).
З 2012 — заслужений професор Фінляндії (Finland Distinguished Professor) в університеті Хельсінкі, керівник дослідницького напряму «Авторитарне ринкове суспільство як виклик» у Центрі досліджень Росії при Олександрівському інституті Гельсінського університету (Фінляндія). В якості запрошеного викладача читав лекції в Центрально-Європейському університеті, Техаському університеті в Остіні, Російській економічній школі. З 2017 року – професор російської політики Гельсінського університету
Автор і редактор 20 книг, автор понад 150 наукових статей з проблем сучасної російської та пострадянської політики. Член редакційних колегій та редакційних рад журналів «Поліс», European Political Science, International Journal of Urban and Regional Research, Demokratizatsiya. Бере участь у різних науково-популярних проектах, займається публіцистикою.

## Біографія
Закінчив Ленінградський Політехнічний Інститут ім. М. В. Калініна за фахом «інженер-механік» в 1988 році. Кандидат політичних наук (Санкт-Петербурзький державний університет, 1998 рік), тема дисертації — «Трансформація політичного режиму і демократична опозиція в посткомуністичній Росії: аналіз сучасних транзитологических концепцій».
- 1989-1990 — Ленінградська міська виборча комісія по виборах депутатів Ленінградської міської Ради 21 скликання (член комісії)
- 1990-1998 — Санкт-Петербурзький філія Інституту Соціології РАН, науковий співробітник
- 1990-1991 — Ленінградський міська Рада народних депутатів (експерт)
- 1992-1993 — Представництво Президента Російської Федерації у Санкт-Петербурзі, консультант з інформаційної та аналітичної роботи
- 1993-1996 — Інститут гуманітарно-політичних досліджень, заступник директора
- 1994-1997 — фракція ЯБЛУКО Державної Думи Федеральних Зборів Російської Федерації, експерт
- 1995-1998 — Центральна виборча комісія Російської Федерації, член комісії з правом дорадчого голосу
- 1996-2005 — Європейський університет в Санкт-Петербурзі, факультет політичних наук і соціології, доцент
- 2005-2023 — Європейський університет в Санкт-Петербурзі, факультет політичних наук і соціології, професор
- 2012-2022 — Північно-Західний інститут управління Російської академії народного господарства і державної служби, факультет порівняльних політичних досліджень, голова Міжнародної консультативної ради
- 2012-2017 -- університет Гельсінкі, Олександрівський інститут, Finland Distinguished Professor
- 2017 — університет Гельсінкі, Олександрівський інститут, Професор російської політики

## Книги
- Трансформація в Росії: політичний режим і демократична опозиція. М.: МОНФ, 1999, 240 с. (серія «Монографії», N7).
- Автономія чи контроль? Реформа місцевої влади в містах Росії, 1991-2001. СПб; М.: Європейський університет у Санкт-Петербурзі; Літній сад, 2002, 380 с; з-автори: С. Риженков, Тобто Бєлокурова, Н.Борисова (серія «Праці факультету політичних наук та соціології», випуск 7).
- Making and Breaking Democratic Transitions: The Comparative Politics of russia's Regions. Lanham, MD: Rowman and Littlefield, 2003, 310 p.; co-authors S. Ryzhenkov, M. Brie.
- Реформа місцевої влади в містах Росії, 1991-2006. СПб: Норма, 2008, 368 с. [Архівовано 10 червня 2016 у Wayback Machine.] з-автори: С.Риженков, ТобтоБєлокурова, Н.Борисова.
- The Politics of Sub-National Authoritarianism in Russia (Ashgate, 2010, co-edited with C. Ross)
- Resource Curse and Post-Soviet Eurasia: Oil, Gas, and Modernization (Lexington Books, 2010; co-edited with O. Marganiya)
- З вогню та в полум'я: російська політика після СРСР. СПб: БХВ-Петербург, 2013
- Reexamining russia's Economic and Political Reforms, 1985-2000: Generations, Ideas, and Changes. [Архівовано 16 квітня 2015 у Wayback Machine.] Lanham, MD: Lexington Books, 192 pp. [Архівовано 16 квітня 2015 у Wayback Machine.] (co-authors O. Marganiya, D. Travin)
- Authoritarian Russia: Analyzing Post-Soviet Regime Changes. Pittsburgh: University of Pittsburgh Press, 2015, 208 p.
- (Ed.) Authoritarian Modernization in Russia: Ideas, Institutions, and Policies. Routledge, 2017
- The Politics of Bad Governance in Contemporary Russia. - Ann Arbor: University of Michigan Press, 2022. - 232 p. - ISBN 978-0-472-90298-9

### Нагороди
Лауреат премій журналу Europe-Asia Studies (1999), Російської асоціації політичних наук (2002, 2007, 2013) і Російського товариства соціологів (2011).